# Masacre de Putumayo
La Masacre de Putumayo, fue una emboscada perpetrada el 16 de diciembre de 1993 por delincuentes que se habrían aliado con hombres de las entonces más grande fuerza guerrillera de América Latina como las FARC en la frontera entre Ecuador y Colombia, en los límites del río Putumayo, escena de la masacre.

### Antecedentes
Los antecedentes más claros fueron que el nivel de inseguridad que vivía la población de Colombia se empezaban a desbordar en la frontera norte del Ecuador, donde urgía la mayor presencia de la policía nacional y del ejército ecuatoriano, para evitar que grupos insurgentes colombianos, empezaran a crear una serie de atentados contra las poblaciones del norte del país andino,

### Momento de la Masacre
Eran las 14:00 del 16 de diciembre cuando un grupo de 38 hombres estaban cumpliendo labores de entrenamiento cuando un grupo de delincuentes aliados con las FARC, emboscaron a todos los hombres, entre policías y ejército ecuatoriano, con una mortífera combinación de granadas autopropulsadas  soviéticas (RPG), fuego de ametralladoras pesadas, morteros y fusilería de Kalasnikov se abatió sin ningún aviso sobre nuestros botes y tripulantes, desatando un infierno.

### Operación Amanecer
El día del ataque, se realizaba un control conjunto entre las policías y ejército de Ecuador y Colombia como parte del control férreo al narcotráfico y otras actividades ilícitas que estaban llevándose a cabo en dichas fronteras.
Ante tal ataque, el gobierno ecuatoriano, encabezado por el entonces presidente Sixto Durán-Ballén, dispuso la movilización rápida de hombres y contingente para dar con el paradero de los responsables de la masacre.

### Resultados de la acción
Después de la Masacre, la Policía y el Ejército Ecuatoriano dispusieron que era necesario un plan de acción para poder frenar este tipo de hechos que de alguna manera no volvieran a ocurrir jamás una tragedia como esta, que lleno de luto y dolor al pueblo ecuatoriano.

### Narración de parte de los sobrevivientes
El suboficial del ejército en servicio pasivo, José Cárdenas relató que logró escapar y lo atraparon. “La persona que me tomó prisionero dijo: ¿Comandante qué hay con este? y su jefe le respondió que me mate, pero lo que hicieron fue botarme al río y nada más”.
Según el ex uniformado, la gente ribereña del Ecuador lo rescató y lo introdujeron a un gallinero y se salvó de morir. “Luego de las investigaciones me enteré que no me mataron porque alguna vez les hice favores a los guerrilleros sin saber que se trataba de ellos, pues salían al pueblo a tomar, y como tenía que controlar a los soldados, nunca les dejé que los maltrataran; claro, yo no sabía que eran miembros de las FARC. Tampoco permití que los guerrilleros se sobrepasaran con los nuestros”.